# ديف هيلتون
ديف هيلتون (بالإنجليزية: Dave Hilton)‏ هو لاعب كرة قاعدة أمريكي، ولد في 15 سبتمبر 1950 في مقاطعة يوفالد في الولايات المتحدة، وتوفي في 17 سبتمبر 2017 في سكوتسديل في الولايات المتحدة.

## وصلات خارجية
- ديف هيلتون على موقع دوري كرة القاعدة الرئيسي (الإنجليزية)
- ديف هيلتون على موقع الدوري الياباني لكرة القاعدة (الإنجليزية)
- ديف هيلتون على موقعبيزبول رفرنس.كوم (الدوري الرئيسي) (الإنجليزية)
- ديف هيلتون على موقعبيزبول رفرنس.كوم (الدوري الثانوي) (الإنجليزية)
- ديف هيلتون على موقع إي إس بي إن.كوم (أم.أل.بي) (الإنجليزية)
- ديف هيلتون على موقع مشجعي الرسوم البيانية (الإنجليزية)